# Mark Morris
Ne doit pas être confondu avec Marc Morris.
Mark Morris est un danseur et chorégraphe américain né à Seattle le 29 août 1956.

## Biographie
Formé à la danse (classique et contemporaine, mais aussi au flamenco et à la danse traditionnelle, principalement des Balkans) dans sa ville natale, il emménage à New York en 1976 et est interprète chez Lar Lubovitch, Twyla Tharp, Hannah Kahn et Laura Dean. Il fonde sa propre compagnie en 1980, le Mark Morris Dance Group (MMDG).
Découvert par Gérard Mortier, Morris est engagé avec sa compagnie comme chorégraphe en résidence de 1988 à 1991 au Théâtre de la Monnaie à Bruxelles, à la suite du départ de Maurice Béjart. Durant cette période, il crée L'Allegro, il Penseroso ed il Moderato (musique de Haendel, 1988), Dido and Aeneas (musique de Purcell, 1989) et The Hard Nut (une version décoiffante du Casse-noisette de Tchaïkovski, 1991). Chorégraphe fécond (plus de 100 ballets à son actif) mais controversé à Bruxelles, fréquemment sifflé et hué, sa dernière saison est ponctuée par un « Mark Morris, go home ! » titré par le quotidien Le Soir. Il n'en demeure pas moins une figure importante de la danse contemporaine américaine.
À partir de 1992, il est chorégraphe invité dans de nombreuses compagnies prestigieuses, comme le Joffrey Ballet de Chicago, le Ballet de l'Opéra de Paris, le San Francisco Ballet. Il devient en 2001, chorégraphe résident à la Brooklyn Academy of Music qui lui fournit un espace de création de danse à New York, les Mark Morris Studios.

## Principales chorégraphies
- 1984 : Gloria
- 1988 : L'Allegro, Il Penseroso, ed Il Moderato (1988)
- 1989 : Dido and Aeneas d'après Purcell
- 1991 : The Hard Nut
- 1991 : A Lake
- 1993 : Jesu, meine Freude
- 1995 : The Office
- 2000 : Greek to Me
- 2001 : Four Saints in Three Acts d'après Virgil Thomson et Gertrude Stein
- 2001 : The Garden
- 2002 : V
- 2004 : All Fours

## Prix et distinctions
- 2007 : American Dance Festival Award pour l'ensemble de sa carrière